# Irma Uschkamp
Irma Uschkamp (* 3. Juni 1929 in Treuburg, Ostpreußen; † 17. September 2014 in Cottbus) war eine deutsche Politikerin (SED). Sie war Abgeordnete der Volkskammer der DDR und Vorsitzende des Rates des Bezirkes Cottbus.

## Leben
Uschkamp, Tochter eines Gärtners und einer Bibliothekarin, besuchte die Volks- und Mittelschule in Treuburg sowie in Oschatz. Von 1947 bis 1952 war sie als Arbeiterin, Angestellte und Betriebsassistentin in Mügeln, Colditz und Meißen tätig. 
1947 trat Uschkamp der Sozialistischen Einheitspartei Deutschlands und dem Freien Deutschen Gewerkschaftsbund (FDGB) bei sowie 1950 der Gesellschaft für Deutsch-Sowjetische Freundschaft und 1954 dem  Demokratischen Frauenbund Deutschlands (DFD). 
1949/50 war sie Mitglied der Ortsleitung Mügeln der SED. 1950 wurde sie Mitglied des Ortsvorstandes Mügeln der Industriegewerkschaft Chemie und der Gebietsleitung Oschatz des FDGB. 1950 nahm sie an einem Lehrgang für Betriebsassistenten an der Wirtschaftsschule in Halle (Saale) teil. 1952 wirkte sie als Referentin für Berufsausbildung bei der Vereinigung Volkseigener Betriebe Keramik in Erfurt und war von 1953 bis 1960 Werkleiterin des VEB Steingut Elsterwerda. Zwischen 1953 und 1959 absolvierte sie ein Fernstudium der Industrieökonomie an der Karl-Marx-Universität Leipzig.
1953/54 war Uschkamp Mitglied des Kreistages und des Rates des Kreises von Bad Liebenwerda, dann von 1954 bis 1963 Abgeordnete der Volkskammer der DDR, dort Mitglied der DFD-Fraktion und des Wirtschaftsausschusses. 1960/61 nahm sie an einem Sonderlehrgang des ZK der SED teil.
Von 1961 bis 1964 war Uschkamp politische Mitarbeiterin, von 1964 bis 1966 Sektorenleiterin und 1966/67 stellvertretende Abteilungsleiterin in der SED-Bezirksleitung Cottbus. Von 1967 bis 1970 fungierte sie als Vorsitzende der Bezirksplankommission des Rates des Bezirkes Cottbus sowie Stellvertreterin des Vorsitzenden des Rates des Bezirkes (Nachfolgerin von Werner Schmieder).  Von 1967 bis 1989 gehörte sie als Mitglied dem Sekretariat der SED-Bezirksleitung Cottbus an. 1970/71 studierte sie an der Parteihochschule beim ZK der KPdSU in Moskau. Anschließend war sie vom 12. Mai 1971 bis 21. Juni 1989 Vorsitzende des Rates des Bezirkes Cottbus. Sie schied auf eigenen Wunsch aus gesundheitlichen Gründen aus dieser Funktion aus.
Uschkamp war Mitglied der Partei Die Linke. Irma Uschkamp lebte zuletzt in Cottbus und starb im Alter von 85 Jahren.

## Auszeichnungen
- Vaterländischer Verdienstorden in Bronze (1965), in Silber (1969) und in Gold (1979)
- Orden „Banner der Arbeit“, Stufe I (1974)
- Clara-Zetkin-Medaille (1983)
- Karl-Marx-Orden (1989)[4]